# Willisau Land
Willisau Land (toponimo tedesco) è stato un comune svizzero del Canton Lucerna, nel distretto di Willisau.

## Geografia fisica
Il territorio del comune di Willisau Land si estendeva nell'Hinterland lucernese sulle pendici settentrionali del monte Napf, a ovest e a sud della città di Willisau Stadt.

## Storia
Il comune di Willisau Land fu istituito tra il 1798 e il 1807 e nel 1820 inglobò anche le frazioni di Olisrüti e Mittmisrüti; soppresso il 31 dicembre 2005, il 1º gennaio 2006 è stato accorpato all'altro comune soppresso di Willisau Stadt per formare il nuovo comune di Willisau.

## Monumenti e luoghi d'interesse
- Cappella cattolica di San Giacomo sulla Bösegg, eretta nel 1722 e ricostruita nel 1949[2];
- Chiesa riformata, eretta nel 1894[2];
- Rovine della fortezza di Hasenburg, eretta nel XIII secolo e abbandonata nel 1386[4].

## Società

### Evoluzione demografica
Nel 2004 Willisau Land contava 4 043 abitanti; l'evoluzione demografica è riportata nella seguente tabella:
Abitanti censiti

## Geografia antropica

### Frazioni
Le frazioni di Willisau Land erano:
- Bauwil
- Daiwil
- Gesserswil
- Käppelimatt
- Mittmisrüti
- Olisrüti
- Ostergau
- Rohrmatt
- Schülen